# Моніка Ертль
Моніка Ертль (нім. Monika Ertl, 1937, Мюнхен, Третій Рейх — 12 травня 1973, Ель-Альто, Болівія) — болівійська революціонерка німецького походження.

## Біографія
Моніка Ертль народилася в Мюнхені 1937 року в родині оператора й режисера Ганса Ертля. Після Другої світової війни її батько емігрував в Болівію, де продовжив займатися зйомками й став фермером. У 1953 році сім'я приєдналась до батька. 1969 року Моніка Ертль одружилася, а незабаром розірвала всі зв'язки з болівійською елітою й пішла в партизани в Армію національного визволення.
У Німеччині стала відома як «месниця за Че Гевару» після страти полковника Роберто Кінтанільї Перейра, який служив у той час консулом в Гамбурзі.
12 травня 1973 року Моніка Ертль потрапила в засідку в Ла-Пасі й була вбита агентами болівійських спецслужб. В цей час вона займалася реорганізацією Армії національного визволення. За інформацією Режіса Дебре, Моніка Ертль готувала викрадення нацистського військового злочинця Клауса Барбі з метою переправити останнього в Чилі й далі — для проведення судового процесу — у Францію.